# Tele-Top
Tele-Top – dawniej wspólna nazwa lokalnych stacji telewizyjnych, nadających programy w sieciach telewizji kablowej Multimedia Polska. Telewizje te były własnością spółki Tele-Top z siedzibą w Gdyni, należącej do Grupy Multimedia Polska.
Programy Tele-Topu docierały do blisko trzydziestu miast Polski za pośrednictwem trzynastu stacji:
- Brodnica
- Ełk
- Gdynia (działała od 1998 roku, od maja 2007)
- Gorzów Wielkopolski
- Kalisz
- Kwidzyn
- Łomża
- Łódź
- Olsztyn
- Ostrów Mazowiecka
- Płock (nadawała od 1994 roku)
- Świdnica
- Tomaszów Mazowiecki
- Zamość

W większości przypadków produkcją programu poszczególnych stacji Tele-Topu zajmowały się zewnętrzne firmy. Tele-Top Sp. z o.o. była również operatorem informacyjnych kanałów planszowych w sieciach TVK Multimedia. We wrześniu 2009 sieć została zastąpiona kanałem interaktywnym aMazing TV z lokalnymi pasmami.
W latach 1992–1994 pod nazwą Tele-Top działała gdyńska naziemna stacja telewizyjna Tele Top (PTV Neptun) należąca do sieci Polonia 1.